# Pancíř (Železná Ruda)
Pancíř je osada, část města Železná Ruda v okrese Klatovy v Plzeňském kraji. Nachází se asi tři kilometry severně od Železné Rudy, na jihozápadním úbočí hory Pancíř (1214 metrů). Je zde evidováno 5 adres. V roce 2011 zde trvale žilo šest obyvatel.
Pancíř je také název katastrálního území o rozloze 5,24 km².

## Historie
První písemná zmínka o vesnici pochází z roku 1790.

## Obyvatelstvo
| Rok            | 1869 | 1880 | 1890 | 1900 | 1910 | 1921 | 1930 | 1950 | 1961 | 1970 | 1980 | 1991 | 2001 | 2011 | 2021 |
| -------------- | ---- | ---- | ---- | ---- | ---- | ---- | ---- | ---- | ---- | ---- | ---- | ---- | ---- | ---- | ---- |
| Počet obyvatel | 177  | 211  | 156  | 107  | 107  | 111  | 127  | 9    | 0    | 0    | 0    | 0    | 8    | 6    | 8    |
| Počet domů     | 24   | 20   | 18   | 15   | 14   | 14   | 16   | 15   | 0    | 0    | 0    | 0    | 5    | 4    | 4    |

Při sčítání lidu v roce 1921 byly všichni obyvatelé německé národnosti.

## Obecní správa
Při sčítání lidu v letech 1850–1960 Pancíř byl osadou obce Ves Železná Ruda, v roce 1950 přejmenované Špičák, se kterou patřil nejprve do okresu Sušice a od roku 1900 do okresu Klatovy. V letech 1961–1975 byl Pancíř součástí Špičáku, od 1. července 1975 do 31. prosince 1997 byl součástí Železné Rudy a jako část města Železná Ruda je veden od 1. ledna 1998.

## Pamětihodnosti
- Rozhledna Pancíř
- Přírodní rezervace Prameniště na jižním úbočí Pancíře, pramenná oblast řeky Řezné